# Partecipazioni statali in Italia

## Sinossi storica
Questo tipo di interesse nell'attività industriale, ebbe per quanto riguarda l'Italia una sua prima manifestazione in occasione del salvataggio delle banche miste (Banca Commerciale Italiana e Credito Italiano) che trasferirono allo stato il possesso di propri pacchetti azionari, fortemente svalutati, a prezzi molto superiori a quelli di mercato. 
Interventi di statalizzazione si ebbero in misura massiccia durante il ventennio fascista, quando lo stato divenne uno dei principali investitori e azionisti, svolgendo una funzione di committente di primo piano. Negli anni trenta trovarono specifica attuazione piani autarchici, miranti alla riconversione delle strutture industriali al fine di ridurre al minimo la dipendenza dell'Italia da prodotti d'importazione. Tali progetti diedero vita ad una serie di istituzioni ed enti attraverso i quali si esplicava l'azione dello stato imprenditore. Nel 1926 venne fondata l'Agip, il cui intento era assicurare una certa autonomia dell'Italia nel campo degli idrocarburi. Nel 1933 venne fondato l'Istituto per la Ricostruzione Industriale (IRI), che assicurò allo Stato una parte cospicua dell'industria pesante italiana e del quale nel dopoguerra venne teorizzato l'uso come strumento di politica industriale per lo sviluppo dei settori strategici.
Nel secondo dopoguerra italiano, sebbene le strutture create dal regime passato fossero malviste e destinate allo smantellamento, la situazione di difficoltà del Paese impose un mantenimento delle stesse, sia pure a fronte di una radicale riorganizzazione; a questo proposito rileva la vicenda dell'Agip, che il commissario liquidatore Enrico Mattei fece sopravvivere non osservando le istruzioni governative ricevute. Nel 1947 nacque il Fondo industria meccanica, trasformato successivamente in EFIM (Ente partecipazioni e finanziamento industrie manifatturiere). La strutturazione dell'intervento pubblico nell'economia fu proseguita con la creazione della Cassa del Mezzogiorno (1950) e dell'Ente Nazionale Idrocarburi (ENI, 1953, con il compito di coordinare gli interventi dello Stato in campo petrolifero).
Nel 1956 infine fu istituito un apposito Ministero delle partecipazioni statali al quale furono devoluti tutti i compiti e le attribuzioni prima spettanti in questo campo ad altri ministeri e organi governativi. Secondo coloro che guardavano con favore a questo tipo di interventi, le partecipazioni statali ebbero risultati positivi anche nella promozione dell'industria in aree svantaggiate dell'Italia meridionale. Secondo i detrattori, invece, ebbero una responsabilità nel sostenere il sistema di finanziamento illecito della politica, a prevalente vantaggio dei partiti di governo.
All'inizio degli anni 1990 le privatizzazioni in Italia mutarono fortemente il quadro economico; il 15 aprile 1993, il referendum abrogativo del Ministero delle partecipazioni statali, ebbe un vasto consenso ed i voti per l'abolizione del sistema raggiunsero il 90,10 per cento. Il Ministero fu di conseguenza soppresso e, in un paio d'anni, vennero privatizzate, offrendone sul mercato le azioni di quelle imprese che producevano utili e avevano prospettive di sviluppo senza, però, attuare contestualmente misure di liberalizzazione dei mercati. Al momento dell'abolizione del Ministero l'IRI risultava essere il settimo conglomerato al mondo per dimensioni, con un fatturato di oltre 67 miliardi di dollari. La maggior parte delle azioni controllate dalle holding del sistema - l'IRI e l'Eni, ma anche l'EFIM (che aveva dimensioni minori) - passarono nelle mani di privati investitori, italiani e stranieri. Le stesse holding cessarono di essere enti dello stato italiano e vennero trasformate in società per azioni privatizzate.

## Le società partecipate dagli enti pubblici locali
In Italia, secondo una stima di Kpmg del 2010, ltre alle società direttamente partecipate dallo Stato, ve ne sono circa 6000 partecipate dalle regioni e dagli enti locali, che rientrano tra le partecipazioni pubbliche,  Le partecipazioni in queste società hanno un valore teorico valutabile tra i 30 e i 35 miliardi di euro, di cui non più del 40% riferibile a società quotate in Borsa.
Per quanto riguarda il regime di gestione, esso è determinato dal  decreto legislativo 18 agosto 2000, n. 267 agli articoli 112 e seguenti. In particolare l'art 112, come clausola generale, sancisce che i comuni ed ogni altro ente territoriale italiano gestiscono i servizi pubblici per fini sociali e per promuovere lo sviluppo locale dei territori nelle forme stabilite all'art. 113 che comportano tutte una forma di privatizzazione formale e nel rispetto delle specifiche discipline comunitari. .
Pertanto, gli enti locali non possono cedere la proprietà degli impianti o delle reti di trasporto con le relative dotazioni (con l'eccezione del trasporto pubblico montano), garantiscono l'accesso alle reti a tutti i soggetti legittimati all'erogazione dei relativi servizi; inoltre, come è stabilito dal comma 4 dell'art 113, qualora l'attività di gestione delle reti e degli impianti sia separata dall'attività di erogazione dei servizi, gli enti locali, anche in associazione, si avvalgono:
- di società di capitali con la partecipazione totalitaria di capitale pubblico scelte mediante il sistema dell'affido diretto, senza gara di appalto, mediante l'adozione di una delibera da parte dell'organo consigliare, a condizione che gli enti pubblici titolari del capitale sociale esercitino sulla società un controllo analogo a quello esercitato sui propri servizi e che la società realizzi la parte più importante della propria attività con l'ente o gli enti pubblici che la controllano;
- di imprese idonee, da individuare mediante procedure ad evidenza pubblica ovvero tramite bando pubblico cui le imprese partecipano inviando la propria offerta la migliore delle quali è, infine, scelta dall'organo deliberante.

Tale sistema è stato tuttavia, oggetto di forti critiche poiché:
- elude l'obbligo di ricorrere prioritariamente alle risorse interne alle amministrazioni pubbliche[6] o quanto meno alla forma dell'ente strumentale;
- gli enti locali partecipano spesso in società ‘non strettamente necessarie per il perseguimento delle proprie finalità istituzionali’[7];
- per i costi degli organi dirigenziali[8];
- per le perdite derivanti dalle gestioni economiche, fatto comune per oltre il 33 % delle società partecipate dagli enti pubblici locali[9][10]:

(Audizione della Corte dei Conti presso La commissione Parlamentare per l'attuazione del federalismo fiscale)

## Cronologia
1914
- dicembre: creazione del Consorzio per sovvenzioni su valori industriali (CSVI) per sostenere l'imminente sforzo bellico.

1922
- Comincia a operare la Sezione speciale autonoma del CSVI: per la prima volta un ente pubblico assume partecipazioni di controllo in imprese industriali.

1926
- Creazione dell’Istituto di Liquidazioni, con l'obiettivo della retrocessione delle partecipazioni industriali statali.

1930
- Anche l'Italia risente degli effetti della crisi del 1929: calo della produzione industriale e nuova disoccupazione sono i primi segni delle difficoltà. Il governo fascista risponde con la riduzione dei salari nel tentativo di contenere i costi di produzione. Nel corso dell'anno il sostegno all'economia vedrà il varo di un programma di opere pubbliche e di investimenti statali in diversi settori.

1931
- febbraio: Primo intervento statale a sostegno del Credito Italiano, in situazione di forte esposizione nei confronti delle imprese industriali e impegno dell'istituto a trasferire alla Società Finanziaria Italiana (Sfi) le sue partecipazioni industriali, limitando la sua attività al credito ordinario.
- 31 ottobre: primo intervento statale a sostegno della Banca Commerciale Italiana: convenzione di Roma fra istituto di credito, governo e Banca d’Italia. Alla Società Finanziaria Industriale Italiana (Sofindit) sono trasferiti i pacchetti azionari e i crediti ora inesigibili alle industrie, mentre lo Stato garantisce la copertura finanziaria dell'operazione.
- 3 dicembre: fondazione dell'Istituto Mobiliare Italiano (Imi) quale tentativo di riordino del sistema bancario italiano. Alla sottoscrizione del capitale sociale dell'Imi partecipano la Cassa Depositi e Prestiti, la Cassa nazionale di assicurazioni sociali, il Banco di Napoli e il Banco di Sicilia, varie compagnie assicurative e Casse di risparmio.

1933
- 23 gennaio: fondazione dell'IRI con due settori di intervento: la Sezione Finanziamenti (che si affianca all'attività dell'Imi nel credito alle imprese) e la Sezione Smobilizzi (che andrà via via acquistando le partecipazioni azionarie di industrie di diversi settori: telefonico, marittimo, edilizio, finanziario, siderurgico, meccanico). Presidente è Alberto Beneduce, direttore generale Donato Menichella.

Costituzione della STET del gruppo Iri per il controllo di Stipel, Telve e Timo, già controllate dalla Sip.
1934
- 12 marzo: l'Iri acquisisce il controllo dei tre maggiori istituti di credito – Banca Commerciale Italiana, Credito Italiano e Banco di Roma- accollandosi l'onere del loro risanamento finanziario ed entrando in possesso dei pacchetti azionari delle industrie da questi detenuti.

1936
- 12 marzo: Emanazione della legge per il riordino del sistema bancario che sanziona la fine della banca mista: gli istituti non possono più compiere operazioni di credito industriale a lungo termine. Comit, Credit e Bancroma sono dichiarati "banche di interesse nazionale" (BIN).

1937
- 24 giugno: Trasformazione dell'Iri in ente permanente; costituzione della Finsider (che avrà il controllo delle società Acciaierie di Terni, Ilva, Dalmine e Acciaierie di Cornigliano) e della Finmare (per il settore armatoriale).

1947
- Istituzione del Fim (Fondo per la sovvenzione dell'industria meccanica), per compensare le restrizioni del credito bancario ordinario.

1948
- febbraio: Nasce la Finmeccanica, nuova holding settoriale dell'Iri, che si va ad aggiungere a Finsider, Finmare e Stet.

1953
- Fondazione dell'Eni (Ente nazionale idrocarburi): Enrico Mattei delinea il progetto dell'indipendenza energetica del paese.

1954
- 12 luglio: Il governo decide che i rappresentanti dell'Iri non siedano più negli organismi della Confindustria.

1956
- 22 dicembre: nasce il Ministero delle partecipazioni statali.

1957
- 29 luglio: per legge vengono fissati gli incentivi industriali per il Sud – vi andranno il 40% degli investimenti totali dell'Iri e il 60% di quelli per nuovi impianti industriali; si proroga l'intervento straordinario fino al 1969.

1958
- Nasce l'Intersind, la confederazione sindacale delle imprese pubbliche.

1961
- Viene fondata l'Italsider, società dell'Iri, che gestirà le acciaierie di Cornigliano, di Bagnoli e la nuova acciaieria di Taranto.

1962
- Nazionalizzazione dell'industria elettrica, omologazione dei sistemi elettrici locali e creazione dell'ENEL.

1986
- 6 novembre: L'Iri vende alla Fiat l'Alfa Romeo.

1993
- 18 aprile: Con referendum abrogativo, viene soppresso il Ministero delle partecipazioni statali.
- 30 giugno: Il governo approva il decreto di privatizzazione per Stet, Credit, Comit, Ina e la trasformazione in società per azioni di Enel, Eni con la messa sul mercato azionario di parte del capitale (le società restano di controllo statale, il restante capitale è capitale flottante in borsa).

1995
- 1º luglio: Viene privatizzato l'Imi.

1995-2000
- I governi di centrosinistra portano a compimento complesse operazioni di privatizzazione dell'industria pubblica con gli obiettivi del risanamento delle finanze pubbliche, della creazione di maggiore efficienza in alcuni settori industriali e di favorire lo sviluppo del mercato finanziario: gli esempi più eclatanti sono la vendita a privati di Telecom Italia, di Autostrade per l'Italia e di Autogrill.

## La situazione corrente
| Società                                                                                     | quota di partecipazione | quotata in Borsa |
| ------------------------------------------------------------------------------------------- | ----------------------- | ---------------- |
| * Agenzia delle entrate-Riscossione                                                         | 100%                    | No               |
| * Ales                                                                                      | 100%                    | No               |
| * ANAS                                                                                      | 100%                    | No               |
| * ANPAL                                                                                     | 100%                    | No               |
| * Arcus                                                                                     | 100%                    | No               |
| * Cassa Depositi e Prestiti                                                                 | 83,86%                  | No               |
| * Consap                                                                                    | 100%                    | No               |
| * Consip                                                                                    | 100%                    | No               |
| * Difesa Servizi                                                                            | 100%                    | No               |
| * ENAV                                                                                      | 53%                     | Si               |
| * Enel                                                                                      | 23,58%                  | Si               |
| * Eni                                                                                       | 4,667%                  | Si               |
| * EUR                                                                                       | 90%                     | No               |
| * Ferrovie dello Stato Italiane                                                             | 100%                    | No               |
| * Gestore dei servizi energetici                                                            | 100%                    | No               |
| * Invitalia - Agenzia nazionale per l'attrazione degli investimenti e lo sviluppo d'impresa | 100%                    | No               |
| * Istituto di servizi per il mercato agricolo alimentare                                    | 100%                    | No               |
| * Istituto Luce Cinecittà                                                                   | 100%                    | No               |
| * Istituto Poligrafico e Zecca dello Stato                                                  | 100%                    | No               |
| * ITA Airways                                                                               | 60%                     | No               |
| * Leonardo                                                                                  | 30,20%                  | Si               |
| * MEFOP                                                                                     | 55%                     | No               |
| * Poste Italiane                                                                            | 64,26%                  | SI               |
| * Rai                                                                                       | 99,56%                  | No               |
| * RAM - Logistica Infrastrutture e Trasporti                                                | 100%                    | No               |
| * Sogei                                                                                     | 100%                    | No               |
| * Sogesid                                                                                   | 100%                    | No               |
| * SOGIN                                                                                     | 100%                    | No               |
| * Sport e Salute                                                                            | 100%                    | No               |
| * ST Microelectronics                                                                       | 13,82%                  | Si               |
| * Stretto di Messina S.p.A.                                                                 | 100%                    | No               |

Cassa Depositi e Prestiti detiene rispettivamente la partecipazione per il (26,21%) di Eni e per il (35,00%) di Poste Italiane.